# Tschmorisi-moskee
De Tschmorisi-moskee (Georgisch: ცხმორისის ჯამეis) is een houten moskee in het dorp Tschmorisi in de gemeente Keda, gelegen in het zuiden van de Georgische autonome republiek Adzjarië.
De moskee werd gebouwd in 1891-1892 en is een typisch voorbeeld van een Adzjarische moskee. In het interieur en exterieur zijn goede voorbeelden van Arabische epigrafie en houtsnijwerk te zien. Het gebouw werd in de jaren 1990 en 2016-2017 gerestaureerd. Bij deze renovatie kreeg de moskee een minaret en werden de houten gevels volledig omsloten door een blikken omhulsel.